# Blokový kód
Blokový kód je v teorii kódování způsobem kódování přenosového kanálu. Zvyšuje redundanci přenášené zprávy, což umožňuje, aby příjemce zprávu dekódoval s minimálním (teoreticky nulovým) počtem chyb. To platí za předpokladu, že není překročena kapacita kanálu (maximální množství informací přenášených za jednotku času).
Nejdůležitější vlastností blokového kódu je pevná délka vstupu a výstupu: blokový kód zpracovává informační řetězec o délce k a převádí jej na kódové slovo o délce n, přičemž obě tyto délky jsou pro daný kód konstantní. Tím se liší například od Huffmanovy metody kódování nebo od konvolučních kódů.